# محمدرضا آگاهی
محمدرضا آگاهی که نامش به شکل‌های اوقاخی و آگاچی هم ثبت شده‌است (ازبکی: Muhammad Rizo Ogahiy) شاعر، مورخ و مترجم ازبکی بود.
اشعار آگاهی همچنان بر بسیاری از بناهای خوارزم و به ویژه خیوه نقش بسته‌است.

## زندگی‌نامه
محمدرضا آگاهی در سال ۱۸۰۹ در روستای قشلاقی کیات در نزدیکی خیوه در خانواده میرآب (رئیس اداره منابع آب و کنترل آبیاری) ارنیازبک به دنیا آمد. او به اشراف ازبک از قبیله یوز تعلق داشت. هنگامی که محمد کوچک سه ساله شد، پدرش ارنیازبک درگذشت و محمد تحت قیومیت عمویش مونس شیرمحمد که شاعر، نویسنده، مورخ و مترجم معروفی بود و به نام مونس خوارزمی شهرت دارد، رشد کرد. پس از مرگ ارنیازبک، مونس خوارزمی میرآب منطقه شد. در سال ۱۸۲۹ مونس خوارزمی درگذشت و محمدرضا آگاهی جای او را گرفت، اما در سال ۱۸۵۷ پست خود را ترک کرد.

## فعالیت‌ها
آگاهی نویسنده آثار تاریخی «ریاض الدوله»، «زبدة التواریخ»، «جامع الواقعات السلطانی»، «گلشنِ دولت» و «شاهد الاقبال» است. اثر «ریاض الدوله» تاریخ خوارزم را از ۱۸۲۵ تا ۱۸۴۲ بازگو می‌کند. زبدة التواریخ هم تاریخ خوارزم را از ۱۸۴۳ تا ۱۸۴۶ شرح می‌دهد. «جامع الواقعات السلطانی» به تاریخ خوارزم از ۱۸۴۶ تا ۱۸۵۵ اختصاص دارد. «گلشن دولت» شامل تاریخ ۱۸۵۶ تا ۱۸۶۵ است و آخرین اثر او «شاهد الاقبال» به دوره ۱۸۶۵ تا ۱۸۷۲ اختصاص دارد.
در اشعار او به زبان‌های ازبکی و تاجیکی انگیزه‌های مدنیش به گوش می‌رسد: نارضایتی از واقعیت و محکومیت ریاکاری. او در سبک غزل اثر منظوم «طلسم عاشقان» را با احساسات والای انسانی سرود. آگاهی بیش از ۲۰ اثر تاریخی و ادبی از آثار کلاسیک شرقی (از جمله «گلستان») را به ازبکی ترجمه کرد. کار تاریخی او را مورخ بیانی ادامه داد. آهنگ معروف «فروز» که توسط بسیاری از خوانندگان ازبک خوانده می‌شود نیز توسط آگاهی سروده شده‌است.
محمدرضا آگاهی در سال ۱۸۷۴ میلادی در شهر خیوه درگذشت.